# Джонсвілл (Вірджинія)
Джонсвілл (англ. Jonesville) — місто (англ. town) в США, в окрузі Лі штату Вірджинія. Населення — 872 особи (2020).

## Географія
Джонсвілл розташований за координатами 36°41′15″ пн. ш. 83°6′49″ зх. д. / 36.68750° пн. ш. 83.11361° зх. д. (36.687630, -83.113709).  За даними Бюро перепису населення США в 2010 році місто мало площу 3,27 км², уся площа — суходіл. В 2017 році площа становила 2,88 км², уся площа — суходіл.

## Демографія
Згідно з переписом 2010 року, у місті мешкали 1034 особи в 541 домогосподарстві у складі 268 родин. Густота населення становила 317 осіб/км².  Було 606 помешкань (185/км²).
Расовий склад населення:
| - 98,5 % — білих - 0,3 % — чорних або афроамериканців - 0,2 % — корінних американців - 0,2 % — азіатів |

До двох чи більше рас належало 0,9 %. Частка іспаномовних становила 0,4 % від усіх жителів.
За віковим діапазоном населення розподілялося таким чином: 19,3 % — особи молодші 18 років, 58,6 % — особи у віці 18—64 років, 22,1 % — особи у віці 65 років та старші. Медіана віку мешканця становила 45,1 року. На 100 осіб жіночої статі у місті припадало 84,3 чоловіків;  на 100 жінок у віці від 18 років та старших — 77,1 чоловіків також старших 18 років.
Середній дохід на одне домашнє господарство  становив 41 389 доларів США (медіана — 26 842), а середній дохід на одну сім'ю — 53 946 доларів (медіана — 48 375). За межею бідності перебувало 23,4 % осіб, у тому числі 38,8 % дітей у віці до 18 років та 11,8 % осіб у віці 65 років та старших.
Цивільне працевлаштоване населення становило 538 осіб. Основні галузі зайнятості: освіта, охорона здоров'я та соціальна допомога — 25,8 %, публічна адміністрація — 15,8 %, роздрібна торгівля — 12,1 %, фінанси, страхування та нерухомість — 11,7 %.